# Hacienda de Quinto
La Hacienda de Quinto, hoy en día conocida oficialmente por Complejo Agroalimentario de Hacienda de Quinto es un centro perteneciente a la Junta de Andalucía emplazado en Montequinto (Dos Hermanas), Sevilla, España.

## Edificio
La Hacienda de Quinto se halla en una antigua hacienda olivarera donde se han encontrado restos arquitectónicos del siglo XIII y que ha sido reconstruida y rehabilitada por parte de la Junta respetando su arquitectura tradicional. Desde 2006 es gestionada por la Consejería de Agricultura y Pesca, de la misma institución andaluza.

## Objetivo
Como parte de la Consejería, el Complejo Agroalimentario busca modernizar el sector y modernar las estrategias relativas al mismo, dentro de una serie de Planes de Actuaciones en el ámbito andaluz.